# Sabrosa
Sabrosa ist eine Kleinstadt (Vila) und ein Kreis (Concelho) in Portugal mit 1130 Einwohnern (Stand 19. April 2021). Es gehört zum Weinbaugebiet Alto Douro, der ersten geschützten Weinbauregion der Welt, seit 2001 Teil des UNESCO-Welterbes.

## Geschichte
Verschiedene Funde und Ausgrabungen belegen eine vorgeschichtliche Besiedlung, etwa die Dolmen aus der Jungsteinzeit oder die eisenzeitlichen Castros (Portug. für Wallburg). Die folgenden Römer ließen sich hier ebenfalls nieder, was Funde von Münzen oder römisch-lusitanische Grabstätten bezeugen. Seine ersten Stadtrechte (Foral) im unabhängigen Königreich Portugal erhielt Sabrosa 1196. Der eigenständige Kreis Sabrosa wurde 1836 durch Abspaltung aus dem Kreis von Vila Real geschaffen.

## Kultur und Sehenswürdigkeiten
Zu den Baudenkmälern des Ortes zählen verschiedene historische öffentliche Gebäude, historische Wohnhäuser, Brunnenanlagen und Sakralbauten, darunter die spätbarocke Gemeindekirche Igreja Paroquial de Sabrosa (auch Igreja de São Salvador), die u. a. Altarretabel aus vergoldetem Holz (Talha dourada) birgt. Auch der historische Ortskern als Ganzes steht unter Denkmalschutz.
Neben dem städtischen Veranstaltungszentrum Auditório und der Stadtbibliothek Biblioteca Municipal ist das von Souto Moura entworfene Kulturzentrum Espaço Miguel Torga ein weiterer kultureller Schwerpunkt des Ortes, der sich dem Werk und Leben des Schriftstellers, aber auch der Kunst mit Ausstellungen und Veranstaltungen widmet.
Verschiedene thematisch sortierte Wanderwege sind im Kreis angelegt, die sich der Geschichte und Archäologie oder auch dem Weinbau widmen.

### Archäologische Funde im Kreis

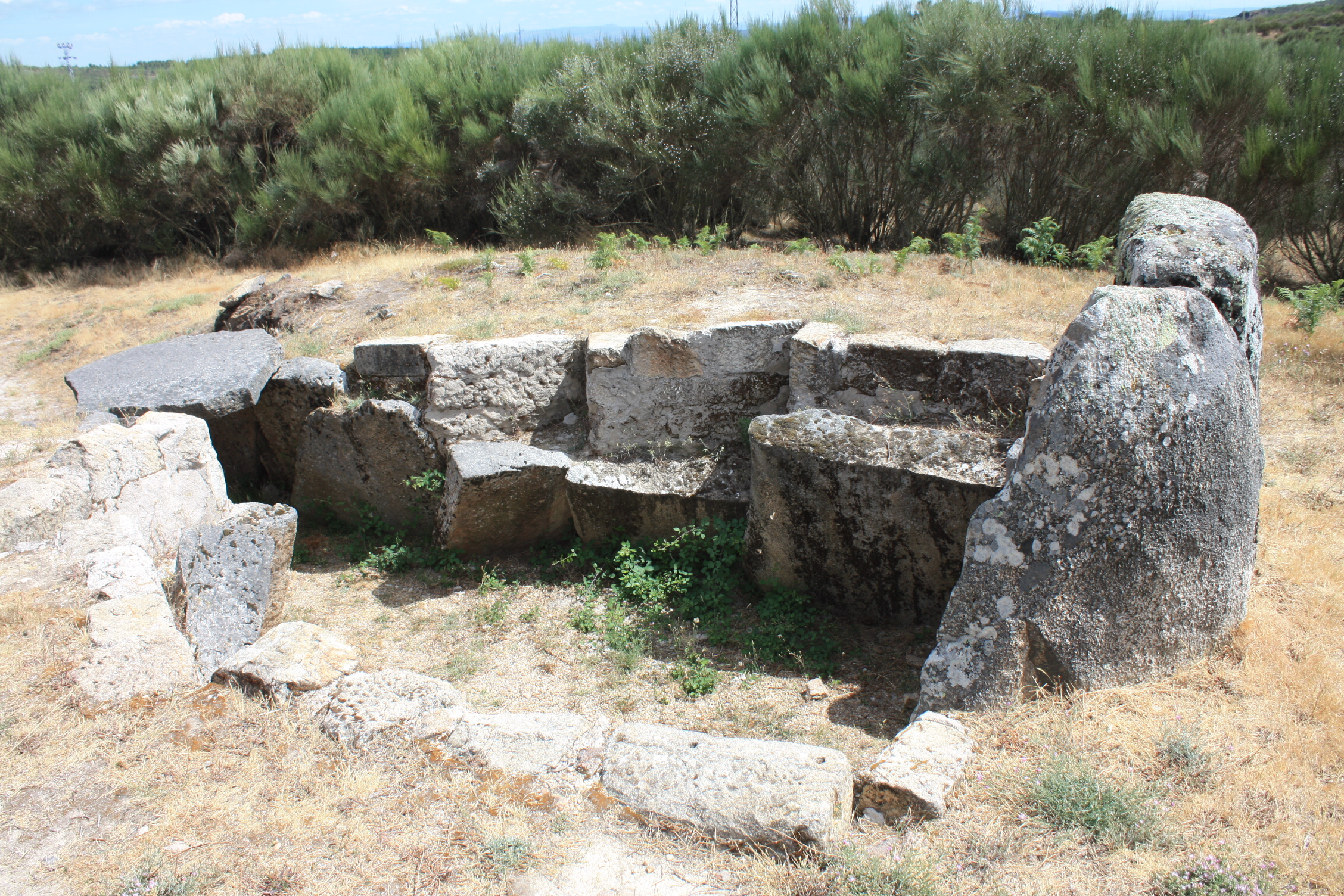
Mamoa das Madorras

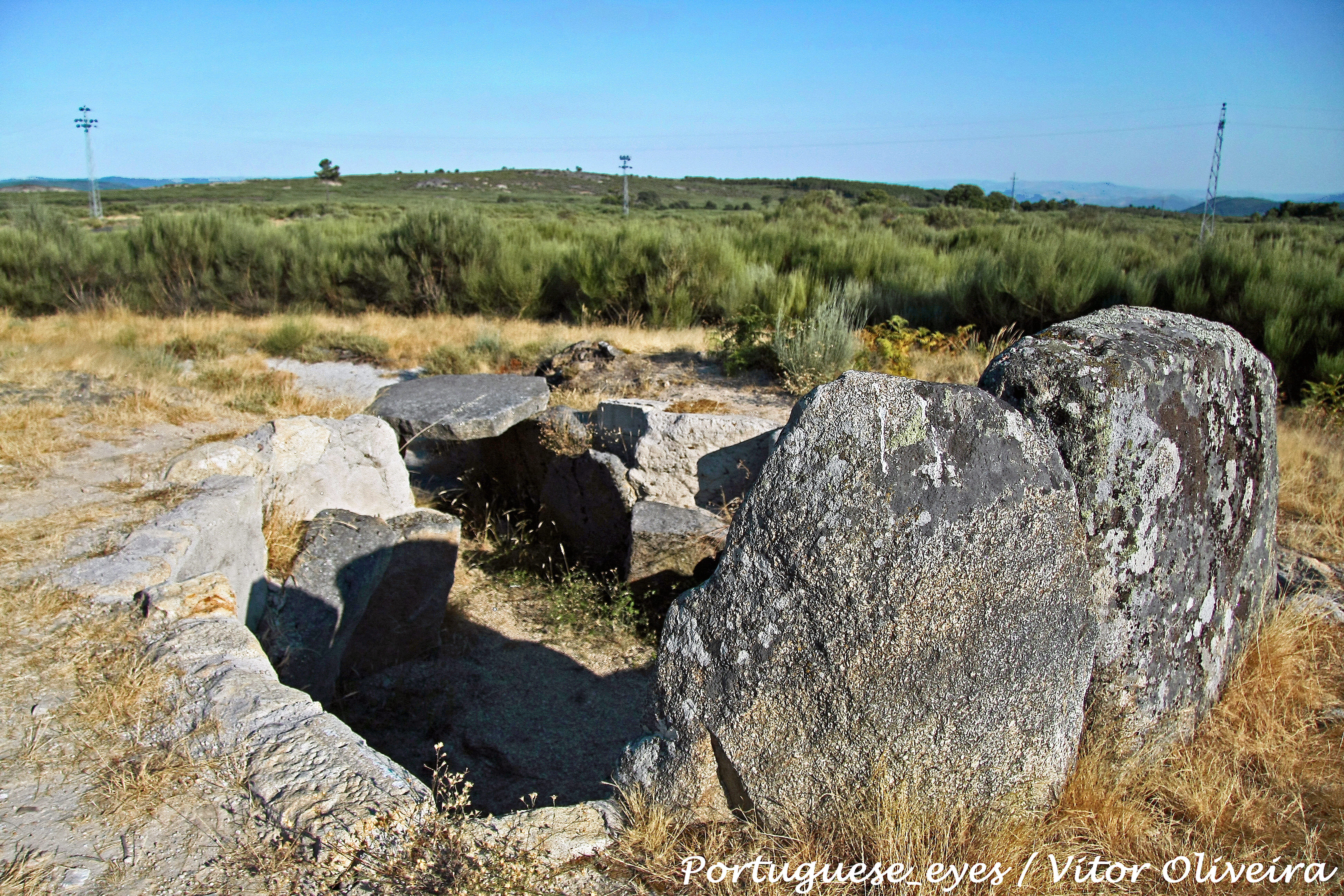
Mamoa das Madorras

- Das Castelo dos Mouros (port. für Burg der Mauren, es gibt auf der Iberischen Halbinsel noch sechs weitere Anlagen dieses Namens), ca. 2 km vom Ort entfernt, wurde ab 1968 oberflächlich freigelegt. Die einheimische Anlage aus vorrömischer Zeit erbrachte bisher kaum Funde.
- Der römisch-lusitanische Friedhof Cemitério lusitano-romano von Quinta da Relva
- Die 6000 Jahre alte Mamoa das Madorras.
- Die eisenzeitliche Wallburg Castro de Sabrosa, die von den Römern zur Festung ausgebaut wurde
- Die mittelalterlichen Ausgrabungen von Touças, insbesondere die Felsgräber ab dem 5. Jahrhundert n. Chr.

## Verwaltung

### Kreis
Sabrosa ist Sitz eines gleichnamigen Kreises. Die Nachbarkreise sind (im Uhrzeigersinn im Norden beginnend): Vila Pouca de Aguiar, Alijó, São João da Pesqueira, Tabuaço, Armamar, Peso da Régua sowie Vila Real.
Mit der Gebietsreform im September 2013 wurden mehrere Gemeinden zu neuen Gemeinden zusammengefasst, sodass sich die Zahl der Gemeinden von zuvor 15 auf 12 verringerte.
Die folgenden Gemeinden (Freguesias) liegen im Kreis Sabrosa:

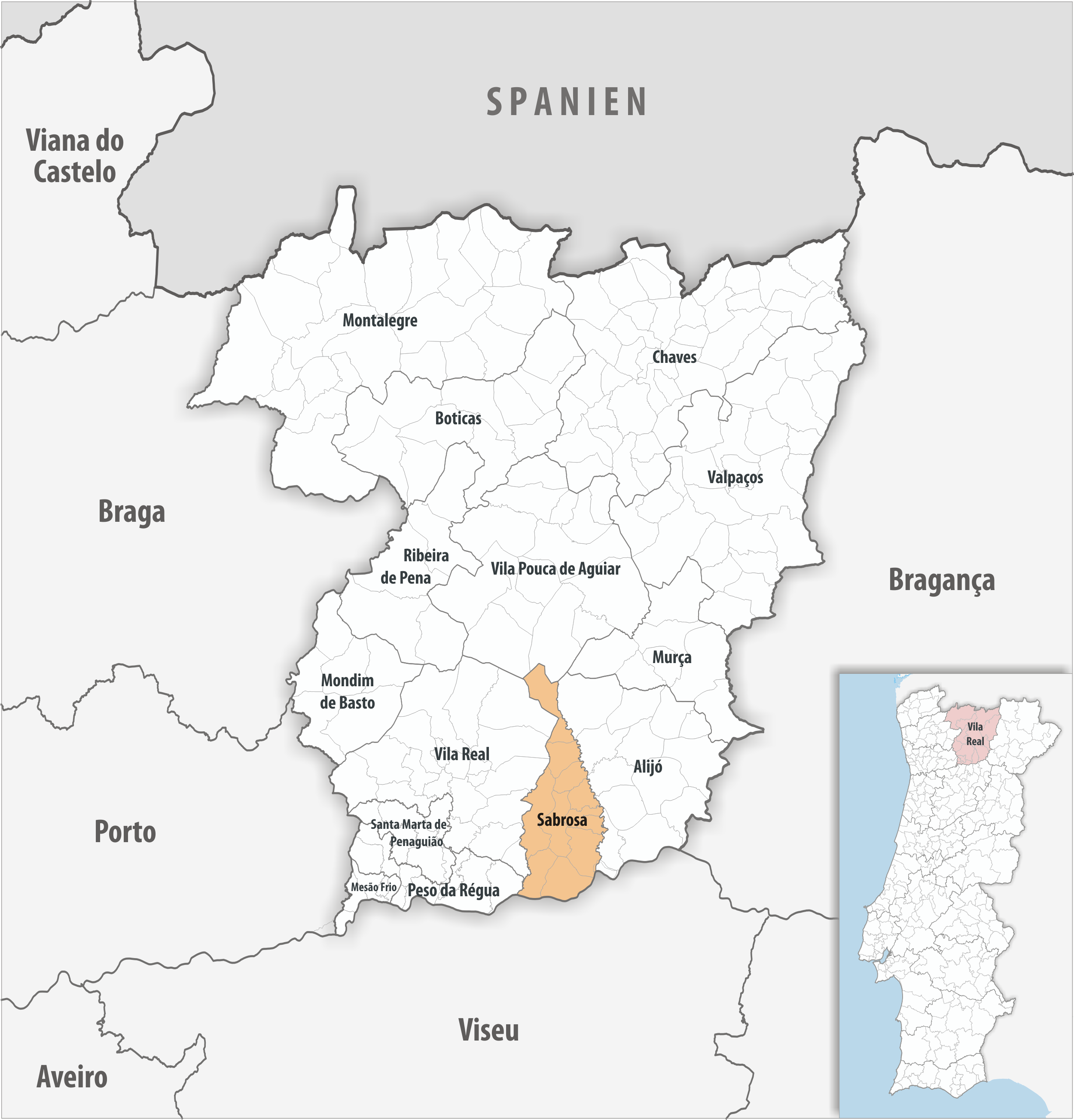
Kreis Sabrosa

| Gemeinde                                              | Einwohner (2021) | Fläche km² | Dichte Einw./km² | LAU- Code |
| ----------------------------------------------------- | ---------------- | ---------- | ---------------- | --------- |
| Celeirós                                              | 201              | 5,25       | 38               | 171001    |
| Covas do Douro                                        | 363              | 19,68      | 18               | 171002    |
| Gouvinhas                                             | 220              | 14,66      | 15               | 171004    |
| Parada de Pinhão                                      | 257              | 5,72       | 45               | 171005    |
| Paços                                                 | 676              | 17,09      | 40               | 171007    |
| Provesende, Gouvães do Douro e São Cristóvão do Douro | 463              | 18,37      | 25               | 171016    |
| Sabrosa                                               | 1.130            | 8,68       | 130              | 171009    |
| São Lourenço de Ribapinhão                            | 318              | 12,03      | 26               | 171011    |
| São Martinho de Antas e Paradela de Guiães            | 948              | 25,45      | 37               | 171017    |
| Souto Maior                                           | 439              | 9,18       | 48               | 171013    |
| Torre do Pinhão                                       | 296              | 14,61      | 20               | 171014    |
| Vilarinho de São Romão                                | 237              | 6,20       | 38               | 171015    |
| Kreis Sabrosa                                         | 5.548            | 156,92     | 35               | 1710      |

### Bevölkerungsentwicklung
| Einwohnerzahl im Kreis Sabrosa (1849–2011) | Einwohnerzahl im Kreis Sabrosa (1849–2011) | Einwohnerzahl im Kreis Sabrosa (1849–2011) | Einwohnerzahl im Kreis Sabrosa (1849–2011) | Einwohnerzahl im Kreis Sabrosa (1849–2011) | Einwohnerzahl im Kreis Sabrosa (1849–2011) | Einwohnerzahl im Kreis Sabrosa (1849–2011) | Einwohnerzahl im Kreis Sabrosa (1849–2011) | Einwohnerzahl im Kreis Sabrosa (1849–2011) |
| ------------------------------------------ | ------------------------------------------ | ------------------------------------------ | ------------------------------------------ | ------------------------------------------ | ------------------------------------------ | ------------------------------------------ | ------------------------------------------ | ------------------------------------------ |
| 1849                                       | 1900                                       | 1930                                       | 1960                                       | 1981                                       | 1991                                       | 2001                                       | 2011                                       |                                            |
| 5412                                       | 14.038                                     | 12.576                                     | 12.903                                     | 9050                                       | 7478                                       | 7032                                       | 6361                                       |                                            |

### Kommunaler Feiertag

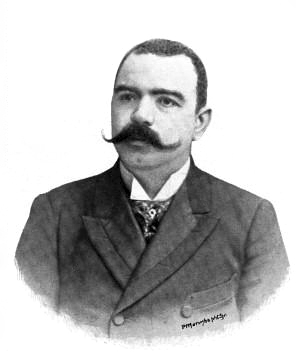
Teixeira de Sousa

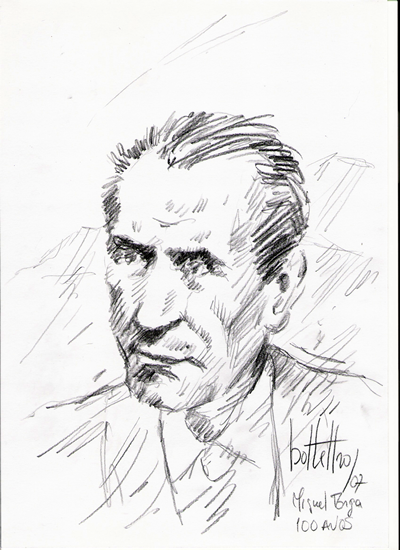
Miguel Torga

- 8. September

### Städtepartnerschaften
- Spanien: Guetaría (seit 1992)
- Frankreich: Cadaujac (seit 1997)[10]

## Söhne und Töchter der Stadt
- Ferdinand Magellan (1480–1521), Seefahrer
- João Evangelista Pereira da Silva (1708–1782), brasilianischer Bischof
- António Lobo Barbosa Teixeira Ferreira Girão (1785–1863), adliger Politiker, Agrarunternehmer und Autor
- Joaquim Pinheiro de Azevedo Leite Pereira (1829–1918), adliger Winzer, der sich um die Rettung der Weinkultur am Douro während der Reblaus-Plage Ende des 19. Jh. verdient gemacht hat
- Mariana Coelho (1857–1954), Pädagogin und Autorin, bedeutende Frauenrechtlerin Brasiliens
- António Teixeira de Sousa (1857–1917), Arzt und Politiker, mehrfacher Minister bis zur Ausrufung der Portugiesischen Republik 1910
- Gonçalo Lobo Pereira Caldas de Barros (1887–1968), Militär und Politiker
- Miguel Torga (1907–1995), Arzt und Schriftsteller
- Loureiro dos Santos (* 1936), Militär, Generalstabschef, zweimaliger Verteidigungsminister
- Alexandre Parafita (* 1956), Schriftsteller
- Emanuel (* 1957), Unterhaltungssänger, Komponist und Produzent
- Suzy Paula, Sängerin